# João Pinheiro
João Pinheiro é um município brasileiro do estado de Minas Gerais.

## História
O processo de colonização da região, provavelmente na metade do século XVIII, ocorreu no período que antecede a descoberta do ouro nas regiões das minas com o movimento das entradas e bandeiras rumo às terras de Paracatu.
Antes da ocupação pelo homem branco, o território era habitado apenas por ameríndios (da tribo de Cataguá) e negros fugitivos das minas de Paracatu e de Goiás.
Por volta de 1818, nas proximidades das margens da Vereda da Extrema, surgiu um pequeno povoado, fundado por bandeirantes e tropeiros que buscavam a Capitania de Goiás, este foi o primeiro pouso do homem branco nestas paragens. No entanto, alguns desses aventureiros se fixaram animados pela criação de gado e pelos garimpos de diamantes, no Rio Santo Antônio. Foi uma febre e esta passou a ser a principal atividade do arraial nascente.
O povoado recebeu o nome de Santana dos Alegres, esta foi a primeira denominação do primitivo arraial pertencente ao bispado de Pernambuco - que deu origem ao município atual.
Segundo a tradição oral, um boi curraleiro muito bravo que vivia nas adjacências do local, frequentemente, ao anoitecer, ia para o arraial e lá permanecia durante toda a madrugada a mugir. O hábito daquele animal, chamado Alegre, intrigava a todos. Conta-se que esta foi a razão do nome do povoado.
Em 1873, o povoado de Santana dos Alegres foi elevado a distrito (em terras de Paracatu). Até 1902, o garimpo foi bastante explorado às margens do rio Santo Antônio e no leito de outros cursos d'água. Em 30 de agosto de 1911, Santana dos Alegres, recebeu seu nome atual, e foi-se desmembrado de Paracatu. Em 1925 foram-lhe concedidos foros de cidade e sede de município.
A cidade possui algumas festas de tradição, como é o caso da Festa do Peão de Boiadeiro, realizada em abril, o carnaval fora de época, João Pirô, realizado em outubro e a Festa da Cidade, realizada em setembro.
A padroeira da cidade é Santa Ana, cuja festa litúrgica se dá em 26 de julho.

## Etimologia
O nome da cidade foi dado em homenagem ao ex-presidente do estado, João Pinheiro da Silva.

## Geografia
João Pinheiro insere-se na porção noroeste de Minas Gerais. Na divisão das regiões de Minas Gerais, o município está na Região Noroeste I, enquanto pertence à Macrorregião de Planejamento VII, do mesmo nome. Nessa macrorregião, João Pinheiro localiza-se na microrregião de Paracatu, segundo a nova regionalização estabelecida pela SEPLAN-MG em 1994. Com área total de 10.727,097 km², é maior município em extensão territorial do estado de Minas Gerais. Do ponto de vista geográfico, a sede municipal situa-se a 46º10’27” de longitude oeste e 17º44’26” de latitude.

### Caracterização topográfica
A compartimentação topográfica, apresentada pelo IGA para o município, revela os seguintes dados:
relevo plano - 20%; ondulado - 40%; montanhoso - 40%.

### Aspectos geológicos e geomorfológicos
A geologia da área estudada é marcada pela predominância quase absoluta de litótipos originários do Grupo Bambuí, onde se destacam os calcários dolomitos, ardósias, siltitos, folhetos ardosianos e margas da formação Paraopeba. Registra-se, ainda, a ocorrência de ardósias da formação Três Marias, além de depósitos areníticos, que resultam em formas de relevo com rebordos bem marcados.
São também registradas Coberturas Detríticas, caracterizadas por uma constituição areno-argilosa, sendo a primeira representada por areias finas e a segunda por argilas sílticas, localmente lateralizadas, às vezes com espessas cascalheiras como cobertura.
Do ponto de vista geomorfológico, a região insere-se na Depressão Sanfranciscana, mais precisamente numa depressão interplanáltica, onde as formas de aplainamento, superfícies levemente onduladas e pedimentos ravinados, marcam a paisagem regional.
As planícies também caracterizam a paisagem da região, podendo ser observadas, de preferência, ao longo dos principais cursos de água, antes citados.

### Solos e seu potencial
Segundo o Diagnóstico Ambiental do Estado de Minas Gerais, elaborado pelo CETEC-MG em 1983, predominam na região ora em estudo a classe dos latossolos e todas as suas variações, sendo em sua maioria distróficos e álicos, distribuídos quase sempre nas superfícies tabulares ou de aplainados.
De acordo com o referido trabalho, as principais limitações ao uso agrícola destes solos são a falta de água e a baixa fertilidade natural, em especial a dos álicos, devido à toxidade provocada pelo alumínio.
Ainda segundo o mesmo documento, em geral são de solos com excelentes propriedades físicas, que surgem em grande parte em relevos adequados à mecanização e que, se devidamente trabalhados, prestam-se muito bem, por exemplo, à produção de grãos.
Na região, nota-se ainda a ocorrência de grandes áreas em que a pedogênese atuante sobre substrato arenítico gerou solos classificados como areias quartzosas. São solos pobres quimicamente, mas que vêm sendo explorados em todo o Brasil, graças às suas propriedades físicas.
No município está presente também a classe dos litólicos, que ocorrem em grandes áreas. Este tipo de solo caracteriza-se pela existência de um horizonte A, assentado diretamente sobre a rocha ou sobre materiais dela, em avançado estágio de intemperismo.
São solos rasos e encontrados em locais de intensa ação erosiva. De modo geral, apresentam fortes limitações ao uso agrícola, tendo em vista a impossibilidade de mecanização, a baixíssima fertilidade natural, a falta de água e a grande susceptibilidade à erosão, em decorrência das declividades do ambiente sobre os quais se desenvolvem.
Áreas cobertas por solos aluviais surgem ao longo dos principais cursos de água da região, o que facilita sua utilização e irrigação.

### Hidrografia
A rede hidrográfica municipal integra-se indiretamente à bacia do rio São Francisco. Na localidade em estudo, os principais cursos de água são os rios da Prata, Verde, da Caatinga, do Sono e Santo Antônio, ambos afluentes pela margem direita do rio Paracatu, por sua vez afluente direto do rio São Francisco.

### Clima
| Maiores acumulados de chuva em 24 horas registrados em João Pinheiro por meses (INMET, 1961-2017) | Maiores acumulados de chuva em 24 horas registrados em João Pinheiro por meses (INMET, 1961-2017) | Maiores acumulados de chuva em 24 horas registrados em João Pinheiro por meses (INMET, 1961-2017) | Maiores acumulados de chuva em 24 horas registrados em João Pinheiro por meses (INMET, 1961-2017) | Maiores acumulados de chuva em 24 horas registrados em João Pinheiro por meses (INMET, 1961-2017) | Maiores acumulados de chuva em 24 horas registrados em João Pinheiro por meses (INMET, 1961-2017) |
| Mês                                                                                               | Acumulado                                                                                         | Data                                                                                              | Mês                                                                                               | Acumulado                                                                                         | Data                                                                                              |
| ------------------------------------------------------------------------------------------------- | ------------------------------------------------------------------------------------------------- | ------------------------------------------------------------------------------------------------- | ------------------------------------------------------------------------------------------------- | ------------------------------------------------------------------------------------------------- | ------------------------------------------------------------------------------------------------- |
| Janeiro                                                                                           | 148,7 mm                                                                                          | 25 de janeiro de 2009                                                                             | Julho                                                                                             | 47 mm                                                                                             | 13 de julho de 1990                                                                               |
| Fevereiro                                                                                         | 121,3 mm                                                                                          | 3 de fevereiro de 2007                                                                            | Agosto                                                                                            | 51,2 mm                                                                                           | 22 de agosto de 1986                                                                              |
| Março                                                                                             | 104,4 mm                                                                                          | 26 de março de 1981                                                                               | Setembro                                                                                          | 34,8 mm                                                                                           | 24 de setembro de 1985                                                                            |
| Abril                                                                                             | 73 mm                                                                                             | 10 de abril de 2006                                                                               | Outubro                                                                                           | 96 mm                                                                                             | 31 de outubro de 2010                                                                             |
| Maio                                                                                              | 87,2 mm                                                                                           | 17 de maio de 2001                                                                                | Novembro                                                                                          | 131,8 mm                                                                                          | 21 de novembro de 1984                                                                            |
| Junho                                                                                             | 41 mm                                                                                             | 7 de junho de 1981                                                                                | Dezembro                                                                                          | 171,2 mm                                                                                          | 17 de dezembro de 2011                                                                            |

O clima regional é do tipo tropical típico, marcado pela ocorrência de verões quentes e úmidos e invernos frios e secos, com índice pluviométrico de 1 360 milímetros (mm). O trimestre mais chuvoso abrange os meses de dezembro, janeiro e fevereiro, enquanto o mais seco se dá em junho, julho e agosto. As médias térmicas mostram máximas de 30 °C, mínimas de 18 °C e média anual de 24 °C.
Segundo dados do Instituto Nacional de Meteorologia (INMET), referentes ao período de 1961 a 2017, a temperatura mínima absoluta registrada em João Pinheiro foi de 3,8 °C em 23 de julho de 1973, e a máxima absoluta atingiu 39,8 °C em 6 de outubro de 2005. O maior acumulado de precipitação em 24 horas foi de 171,2 mm em 17 de dezembro de 2011. Outros grandes acumulados foram 148,7 mm em 25 de janeiro de 2009, 131,8 mm em 21 de novembro de 1984, 121,3 mm em 3 de fevereiro de 2007, 117,9 mm em 4 de fevereiro de 2008, 110,8 mm em 19 de novembro de 2001, 108,2 mm em 3 de janeiro de 1981, 104,4 mm em 26 de março de 1981, 103,6 mm em 30 de dezembro de 2001, 103,2 mm em 23 de março de 1991, 101 mm em 15 de janeiro de 1980 e 100,4 mm em 3 de fevereiro de 1983. O mês de maior precipitação foi janeiro de 1964, com 629,8 mm.
| Dados climatológicos para João Pinheiro | Dados climatológicos para João Pinheiro | Dados climatológicos para João Pinheiro | Dados climatológicos para João Pinheiro | Dados climatológicos para João Pinheiro | Dados climatológicos para João Pinheiro | Dados climatológicos para João Pinheiro | Dados climatológicos para João Pinheiro | Dados climatológicos para João Pinheiro | Dados climatológicos para João Pinheiro | Dados climatológicos para João Pinheiro | Dados climatológicos para João Pinheiro | Dados climatológicos para João Pinheiro | Dados climatológicos para João Pinheiro |
| Mês | Jan                                     | Fev                                     | Mar                                     | Abr                                     | Mai                                     | Jun                                     | Jul                                     | Ago                                     | Set                                     | Out                                     | Nov                                     | Dez                                     | Ano                                     |
| --- | --------------------------------------- | --------------------------------------- | --------------------------------------- | --------------------------------------- | --------------------------------------- | --------------------------------------- | --------------------------------------- | --------------------------------------- | --------------------------------------- | --------------------------------------- | --------------------------------------- | --------------------------------------- | --------------------------------------- |
| Temperatura máxima recorde (°C) | 36,6                                    | 35,6                                    | 39,4                                    | 34,4                                    | 36                                      | 32,1                                    | 36,8                                    | 36,6                                    | 38,6                                    | 39,8                                    | 39,4                                    | 37,2                                    | 39,8                                    |
| Temperatura máxima média (°C) | 29,6                                    | 30,5                                    | 30                                      | 29,8                                    | 28,6                                    | 27,8                                    | 27,8                                    | 29,5                                    | 31,3                                    | 31,7                                    | 30                                      | 29,3                                    | 29,7                                    |
| Temperatura média compensada (°C) | 24,3                                    | 24,9                                    | 24,5                                    | 24                                      | 22,5                                    | 21,2                                    | 21,1                                    | 22,5                                    | 24,4                                    | 25,4                                    | 24,3                                    | 23,9                                    | 23,6                                    |
| Temperatura mínima média (°C) | 19,8                                    | 19,8                                    | 19,6                                    | 18,9                                    | 17                                      | 15,4                                    | 15                                      | 16,1                                    | 18,2                                    | 19,3                                    | 19,3                                    | 19,1                                    | 18,1                                    |
| Temperatura mínima recorde (°C) | 11,8                                    | 12,8                                    | 12,2                                    | 8,6                                     | 7,2                                     | 4,2                                     | 3,8                                     | 6,6                                     | 9,2                                     | 11,2                                    | 9,6                                     | 11                                      | 3,8                                     |
| Precipitação (mm) | 261,6                                   | 170,6                                   | 203,8                                   | 63,2                                    | 27,9                                    | 3,4                                     | 6,3                                     | 11                                      | 28,1                                    | 90,2                                    | 217,7                                   | 276,9                                   | 1 360,7                                 |
| Dias com precipitação (≥ 1 mm) | 14                                      | 12                                      | 12                                      | 6                                       | 2                                       | 1                                       | 1                                       | 1                                       | 3                                       | 7                                       | 13                                      | 17                                      | 89                                      |
| Umidade relativa compensada (%) | 76,1                                    | 73,1                                    | 75,2                                    | 70,4                                    | 66,6                                    | 61,7                                    | 59                                      | 54,5                                    | 55                                      | 60,5                                    | 72,9                                    | 78,7                                    | 67                                      |
| Insolação (h) | 200,9                                   | 211,9                                   | 219,8                                   | 248,9                                   | 264,8                                   | 268,9                                   | 276,5                                   | 281,9                                   | 256,6                                   | 235,3                                   | 194,7                                   | 184,2                                   | 2 844,4                                 |
| Fonte: Instituto Nacional de Meteorologia (INMET) (normal climatológica de 1981-2010; recordes de temperatura: 01/01/1961 a 31/12/1986, 01/01/1988 a 31/12/1991-30/09/2017) |                                         |                                         |                                         |                                         |                                         |                                         |                                         |                                         |                                         |                                         |                                         |                                         |                                         |

### Vegetação
Em termos fitogeográficos, a área pertencente aos domínios municipais de João Pinheiro é ocupada por uma formação vegetal do tipo savanóide, conhecida como cerrado. Em seu interior, podem ser observados remanescentes de formações florestais, que possivelmente estão correlacionadas a manchas de solos de melhor qualidade ou à influência de microclimas mais favoráveis ao desenvolvimento de um gradiente de maior biomassa.
Além dessas formações vegetais, é comum a presença das veredas, exibindo seus portentosos buritis, em áreas geomorfologicamente deprimidas e detentoras, portanto, de maior umidade local.
Condicionada por características pedológicas ou litológicas, ocorrem também formações vegetais classificadas como caatingas.

## Demografia
A população pinheirense distribui-se num território cuja extensão correspondeu a 14.451 km², o que perfazia uma densidade demográfica de 4,6 hab./km², até 1995, cerca de seis vezes inferior à registrada para Minas Gerais (Quadro 10). Com a emancipação de Brasilândia de Minas, tal extensão se reduziu para 10.779,61 km². Considerando sua área e a população atualizada do município, a densidade demográfica caiu para 3,62 hab./km².
Sua população recenseada em 2022 era de 46 801 habitantes.

## Divisão administrativa
A população distribui-se, além do distrito-sede de João Pinheiro, nos distritos de Caatinga, Canabrava, Luizlândia do Oeste, Olhos d'Água do Oeste, Santa Luzia da Serra e Veredas. Além dos distritos, verifica-se em João Pinheiro a presença de dez vilas (Almas, Malhada Bonita, Olaria, Parque das Andorinhas, Riachinho do Gado Bravo, Riacho do Campo, Ruralminas, São Sebastião, Tauá, e Vereda Malhada), além de dezoito núcleos de pequenos e médios produtores rurais, bem como pelo menos três núcleos de colonização, relacionados à reforma agrária.

## Municípios limítrofes
João Pinheiro tem limites com os seguintes municípios:
- a norte - Unaí e Brasilândia de Minas;
- a leste - Buritizeiro;
- a sul - São Gonçalo do Abaeté e Presidente Olegário;
- a oeste - Lagoa Grande e Paracatu.

Como se observa, o município mostra predomínio de uma morfologia tendendo de ondulada a plana, porém exibindo desníveis topográficos consideráveis. Cotas altimétricas de até 923 metros são registradas nas cabeceiras do Ribeirão Formoso, enquanto as mais baixas são ocorrentes na foz do Córrego Poções, a 535 metros de altitude.

## Economia
A estratégica localização, no noroeste de Minas, na região do Urucuia, proporciona permanente intercâmbio comercial e cultural com quatro Capitais e importantes cidades da região, tanto no Triângulo como no Norte do Estado.
A economia do município gira principalmente sobre o agronegócio, com destaques para a pecuária (bovinos de leite e corte), agroflorestal e sucroalcooleiro. No setor de confecções também se concentra parte considerável da mão-de-obra da cidade.

### População economicamente ativa
Conforme já mencionado, predominam em João Pinheiro as atividades primárias, em especial a agropecuária. Isso fica patente através do confronto entre os dados dos Censos Demográficos de 1970, 1980 e 1991, referentes à estrutura setorial de absorção da população economicamente ativa - PEA -do município. Ademais, observa-se uma tendência de progressiva redução de pessoas ocupadas no setor primário, em detrimento do aumento de pessoal nos outros setores, sobretudo no terciário.

### Agricultura
A agricultura em João Pinheiro mostra-se complexa. Embora não seja a atividade principal do município, revela-se diversificada, variando da cultura de eucalipto, cana-de-açúcar, produção de grãos e frutas, indo até a agricultura familiar de subsistência.
A produção local de carvão iniciou-se na década de 1970, com os requerimentos crescentes de carvão pela indústria siderúrgica, que ganhava fôlego cada vez maior em Minas Gerais. Grandes extensões de terras a preços relativamente baixos, condições naturais favoráveis para o rápido crescimento do eucalipto e abundância de mão-de-obra barata, associadas a um amplo e arrojado programa de incentivos fiscais e subsídios para o reflorestamento promovido pelo governo central, propiciaram a expansão da atividade. Surgiram, então, os chamados maciços verticalizados, ou seja, produção florestal direto para a indústria.
Até meados dos anos 80, o ramo florestal brasileiro viveu amparado nos incentivos fiscais. Naquele período, a floresta de eucalipto era concebida exclusivamente dentro de uma perspectiva monetária, sem levar em consideração seus aspectos sociais e ambientais.
Dentre as principais empresas reflorestadoras que se instalaram em João Pinheiro destacam-se a White Martins, Companhia Mineira de Metais, ARG Mandacaru, Bandeirantes e Plantar, todas com uma extensão plantada com menos de 15 000 ha. Soma-se a elas a Vallourec Florestal (antiga Mannesmann Agro Florestal e posteriormente V & M Florestal), que possui a maioria das terras cultivadas.

### Potencial mineral
De acordo com levantamentos realizados pela Companhia Mineradora de Minas Gerais - COMIG, João Pinheiro possui potencial mineral que, para ser viabilizado enquanto investimento, necessita em especial de parcerias com a iniciativa privada, dado que o ramo exige inversões de capital, em geral significativas.

## Acesso e transportes
João Pinheiro é entrecortado por duas rodovias importantes: BR-040 e BR-365, além da MG-181, que fazem a ligação do município com outras partes do País, como também com outros centros importantes do Estado.
A despeito de sua grande extensão territorial e das distâncias entre seus distritos e comunidades rurais, o município encontra-se desprovido de um sistema de transporte intermunicipal que atenda satisfatoriamente à população. Embora possua mais de 5 000 km de estradas vicinais, algumas de suas áreas ficam mais isoladas, como Mandacaru, Malhadinha, Malhada Bonita, Veredas e a região de Campo Grande, às margens do rio Paracatu. A extensão territorial e as condições físico-naturais do lugar são responsáveis por favorecer seu isolamento.
O município dispõe de um terminal rodoviário com instalações modestas, pelo qual apenas passam linhas interestaduais e intermunicipais, exceção daquela com destino a Belo Horizonte, que sai diretamente da rodoviária pinheirense. Algumas empresas também prestam serviços intramunicipais. Considerando as empresas cujas linhas passam por João Pinheiro, os destinos são:
- Empresa Novo Horizonte: Brasília, Ilhéus, Itabuna, Januária, Montes Claros, Pirapora e Vitória da Conquista;
- Empresa São Cristóvão: Brasilândia de Minas e Patos de Minas;
- Viação Sertaneja: Abaeté, Arinos, Belo Horizonte, Bom Despacho, Bonfinópolis de Minas, Brasilândia de Minas, Buritis, Canabrava, Olhos d'Água do Oeste, Curvelo, Dom Bosco, Felixlândia, Fruta Danta, Guardamor, Lagoa Grande, Martinho Campos, Paineiras, Paracatu, Paraopeba, Pompéu, Riachinho, Ruralminas, Santa Fé, São Gonçalo do Abaeté, São Romão, Sete Lagoas, Três Marias, Unaí e Vazante;[14]
- Viação Continental: São Paulo;
- Viação Leãozinho: Vazante.

### Aeroporto
O município conta com um aeroporto de pista asfaltada com 1 200 m.

## Assistência social
João Pinheiro (assim como grande parte do País, a partir da Lei Orgânica da Assistência Social - LOAS, de dezembro de 1993), vem buscando construir um serviço efetivo. Em abril de 1996 foi criado o Conselho Municipal de Assistência Social, que teve estabelecidas como prioridades: atendimento à criança, através de creches; implantação do Conselho Tutelar, preparando a sociedade pinheirense para criação do Conselho Municipal dos Direitos da Criança e do Adolescente; atendimento à criança em situação de risco pessoal e social; serviço de apoio ao migrante; apoio à família (psicossocial, econômico, qualificação profissional, etc).
Na opinião de informantes-chave, em reunião do Conselho Municipal de Assistência Social, realizada no dia 10 de outubro de 1997, foi feita uma avaliação de que o Poder Público Municipal, de certa maneira, ignora as prioridades deliberadas, em prejuízo de sua inclusão no orçamento. Segundo a mesma avaliação, é necessário criar mecanismos mais interativos, que sejam capazes de ampliar a participação da sociedade na peça orçamentária, como saída para superação dos traços de uma cultura política tradicional, ainda existente no município.
De acordo com os mesmos informantes, é importante superar a assistência social da forma como era concebida no país, ligada a paternalismo, clientelismo, favor ou caridade. É fundamental que tal conceito evolua e a sociedade entenda que a assistência social é, antes de tudo, uma questão política, relacionada a direitos e cidadania.
Ainda nessa área, atua no município a Associação de Pais e Amigos do Excepcional - APAE, que atendia a 142 alunos, em quatro modalidades: fisioterapia (42 pacientes), fonoaudiologia (40 pessoas), psicologia (45) e pedagogia. A instituição promove o atendimento de acordo com as necessidades (individual ou em grupo).
Observa-se também a presença de clubes de serviços:
Rotary Clube: criado no dia 4 de abril de 1989. São 40 membros, com o objetivo de trabalhar em favor da população carente, através da oferta de alguns serviços e doações. Possui um consultório dentário no bairro Itaipu, onde presta serviços voltados para a prevenção odontológica e tratamento dentário. Promove ações bimestrais nas comunidades, para as quais são mobilizados médicos, barbeiros, cartório eleitoral, delegacia, etc., no atendimento à população;
Grupo Participação, contando com 39 membros, atua dentro dos mesmos objetivos do Rotary, pois são instituições co-irmãs. Possui uma sede localizada ao lado do CAIC, onde funciona uma escola de datilografia, que pretende transformar num curso de computação. Além de apadrinhar várias entidades, como é o caso do Asilo Santana, é parceiro da Prefeitura na construção do Centro Oftalmológico, do qual deverá custear a construção. Em dezembro de 1997 desenvolvia um projeto de arborização da cidade;
Lyons: criado em maio de 1984, conta com 41 associados, atuando na mesma linha que os demais clubes de serviço. Possui um consultório médico e um centro de aprendizagem (que oferece cursos de datilografia, corte e costura). Estava terminando a construção da sede, no bairro Esplanada, o que deverá melhorar as condições e a oferta dos serviços;
Loja Maçônica Amor, Verdade e Justiça, também prestando relevantes serviços a João Pinheiro.
Merece destaque o trabalho desenvolvido pela Sociedade São Vicente de Paula. Da entidade participam cerca de 1 300 vicentinos, organizados em 85 conferências, 40 na zona urbana e 45 na rural. Mantém 379 famílias em casas lares, totalizando uma assistência que atinge 1 060 pessoas e inclui idosos, mulheres grávidas e doentes. A entidade tem parte de seus recursos provindos de subvenção pública, repassada pela Prefeitura; o restante é conseguido através de campanhas e doações. Contribui ativamente com os asilos da cidade, que somam cinco: Asilo Santana (43 internos) e São José (16 internos), ambos localizados em zona urbana; Asilos do Distrito de Canabrava (6 internos), de Santa Luzia (4 internos) e de Olhos d'Água (pequena vila, com 4 famílias), todos na área rural.